# محمد راجی
محمد راجی (۱ دی ۱۳۴۰ – اسفند ۱۳۹۶) یکی از دراویش گنابادی بود که در اعتراضات گلستان هفتم طی حوادث و درگیری‌های اول اسفند ماه ۱۳۹۶ در خیابان پاسداران تهران بازداشت و در بازداشتگاه بر اثر شکنجه کشته شد.
راجی از فرماندهان سابق سپاه پاسداران بود که در زمان جنگ ایران و عراق فرماندهی چند گردان سپاه را به عهده داشت در جنگ مجروح شیمیایی شده و دچار معلولیت و ناراحتی ریه بود. او در سال ۱۳۸۳ از سپاه جدا شد و در زادگاهش روستای مزرعه‌آباد الیگودرز به کار کشاورزی مشغول شده بود.

## دستگیری
به دنبال تجمع دراویش گنابادی در بهمن و اسفند ۱۳۹۶ در شمال تهران، راجی به همراه گروه دیگری از دراویش پس از تجمع در مقابل ساختمان کلانتری ۱۰۲ پاسداران تهران که به محاصره در گلستان هفتم ختم گردید، در صبح روز یک اسفند دستگیر شد.

## درگذشت
خانواده محمد راجی گفتند که مأموران اداره آگاهی شاهپور تهران (وحدت اسلامی) روز شنبه ۱۲ اسفند از آنها خواسته‌اند «برای شناسایی» زندانی به همراه عکس و مدارک او به اداره آگاهی بروند. در روز یکشنبه ۱۳ اسفند مأموران ابتدا به خانواده او گفتند که محمد راجی در کما است. اما بعد از چند ساعت با تلفن درگذشت او را به خانواده اطلاع دادند.
بعد از مراجعه حضوری خانواده، پلیس به آنها گفته‌است که محمد راجی در اثر ضربات وارده هنگام بازجویی جان خود را از دست داده‌است.
در مدت بازداشت خانواده محمد راجی از او بی‌خبر بودند در حالی که مأموران می‌توانستند اجازه بدهند اعضای خانواده «دست‌کم او را برای آخرین بار در کما ببینند». همچنین به خانواده اجازه داده نشده جسد راجی را ببینند. به گفته دختر محمد راجی جنازه پدرش با آمبولانس به الیگودرز فرستاده شده و مقام‌های امنیتی یا قضایی گفته‌اند که او باید شبانه دفن شود، وگرنه جنازه تحویل داده نخواهد شد. او گفت نمی‌داند چه نهادی مانع برگزاری مراسم است.

## تکذیب مرگ در اثر شکنجه
عباس جعفری دولت‌آبادی، دادستان تهران درگذشت محمد راجی را تأیید کرد اما فوت او حین بازجویی را تکذیب کرد و گفت که او در جریان درگیری در خیابان پاسداران کشته شد.
خبرگزاری میزان وابسته به قوه قضائیه ایران نیز در گزارشی به نقل از یک فرد مطلع که نامی از او نبرده گفت که محمد راجی «در شب حادثه در همان خیابان پاسداران در درگیری مجروح شده و به بیمارستان بقیةالله منتقل شد، اما فوت کرد». این در حالی است که طیبه راجی، دختر محمد راجی، می‌گوید در شب درگیری در خیابان گلستان هفتم، پدرش را دیده‌است که «زنده بود و دستش را تکان داد». او گفت که پدرش هنگام بازداشت در اول اسفند ماه «شدیداً ضرب و شتم» شده بود و «حال وخیمی» داشت اما «دست خود را تکان داد» و بعد از آن هیچ تماسی با خانواده نداشت. او تأکید کرد که مسئولیت فوت پدرش با نیروهای انتظامی و امنیتی است که او را «ضرب و شتم» کرده‌اند و در مدت ۱۵ روز گذشته هیچ اطلاعی به خانواده او ندادند.
خبرگزاری فارس، به نقل از یک منبع آگاه با اعلام کذب بودن خبر فوت یکی از دراویش در زندان اوین یا در پلیس آگاهی گفت: هیچ گونه فوت مربوط به اعضای فرقه دراویش در حین تحقیق نداشته‌ایم.

## دفن شبانه
شامگاه ۱۴ اسفند پیکر محمد راجی، در حضور تعداد اندکی از خانواده‌اش و زیر نظر مأموران امنیتی-انتظامی در گورستانی در الیگودرز به خاک سپرده شد.
این در حالی است که روز قبل دختر محمد راجی گفته بود که مأموران نیروی انتظامی با تهدید خانوادهٔ آقای راجی، خواستار دفن شبانهٔ جسد او شده‌اند اما خانواده راجی با این خواسته موافقت نکرده‌اند و همچنین مسئولان به وعدهٔ خود برای آزادی پسر آقای راجی (محمدعلی راجی) که وی نیز از بازداشتی‌های حوادث گلستان هفتم است عمل نکردند و به گفتهٔ خانواده آقای راجی حتی با تأمین وثیقه ۱۰۰ میلیون تومانی نیز به پسر آقای راجی، برای شرکت در مراسم کفن و دفن پدرش، مرخصی ندادند.

### تعرض به سنگ قبر راجی
محل دفن و سنگ مزار راجی در لرستان بارها مورد تعرض افراد لباس شخصی قرار گرفت.

## واکنش‌ها
وزارت امور خارجه آمریکا، ۱۶ اسفندماه ۱۳۹۶ از خبر درگذشت محمد راجی در بازداشت ابراز تاسف کرد و از حکومت ایران خواست همه زندانیان عقیدتی را آزاد کند.
همچنین سخنگوی وزارت خارجه آمریکا گفت: «ما از رژیم ایران می‌خواهیم تا به حقوق شهروندانش احترام گذاشته و همه زندانیان عقیدتیِ به ناحق زندانی شده را آزاد کند.»